# ECN-SH001
ECN-SH001（イーシーエヌ　えすえいち ぜろぜろいち）は、シャープによって開発された、ECナビケータイのCDMA 1X WIN対応音声用端末である。製造型番はSH001（えすえいち ぜろぜろいち）。

## 概要
ECN-SH002、ECN-K002と共に、ECナビケータイ初号端末としてリリースされた端末である。

## 歴史
- 2009年8月3日 - 発売。